# Cave Point
Der Cave Point ist eine Landspitze an der Nordküste Südgeorgiens. Sie liegt 800 m südwestlich des Barff Point am Ostufer der Cumberland East Bay.
Der Name der Landspitze ist erstmals auf einer Landkarte der britischen Admiralität aus dem Jahr 1929 verzeichnet.